# London Velopark
London Velopark is een velodroom in Leyton in Londen. De onderdelen baanwielrennen en bmx voor de Olympische Zomerspelen van 2012 werden gehouden in het London Velopark. Eerder werd hier ook al de UCI BMX Supercross World Cup gehouden.

## Bouw
Het Olympic Delivery Authority heeft op 12 juli 2007, na een designcompetitie, de architecten bekendgemaakt: Hopkins Architects, Expedition Engineering, BDSP and Grant Associates. Het Velopark zou volgens de planningen in 2011 klaar moeten zijn. Het Velopark bestaat uit een overdekte baan voor baanwielrennen en een BMX parcours. Het BMX-gedeelte ligt buiten.

## BMX
Het outdoor BMX-parcours bestaat uit een 470 meter lang parcours voor de mannen en een 430 meter lang parcours voor de vrouwen, beide parcours zullen een capaciteit hebben van 6.000 mensen. De aanleg van het parcours begon in maart 2011. In februari 2012 werd hier al de eerste wedstrijd gehouden, tijdens de Wereldbeker.
In de voorbereiding voor de Olympische Zomerspelen 2012 werd in Nederland al een replica gemaakt door het NOC*NSF voor de aanleg van een BMX parcours bij het Nationaal Sportcentrum Papendal, dit kwam in maart 2011 ook in gebruik.

## Velodrome
Het overdekte Velodrome bestaat uit een 250 meter lange baan, waaraan in 2009 al werd gewerkt. Het Velodrome heeft een capaciteit van nog eens 6.000 mensen en werd in 2011 al gebruikt voor de Wereldbeker.
- Library of Congress Control Number: sh2015000754
- Nationale Bibliotheek van Israël: 987007410799705171
- Virtual International Authority File: 2549154329455726970002